# Омар Рамос
Хуліан Омар Рамос Суарес (ісп. Julián Omar Ramos Suárez), відоміший як Омар Рамос (ісп. Omar Ramos, нар. 26 січня 1988, Санта-Крус-де-Тенерифе) — іспанський футболіст, півзахисник індійського клубу «Раджастхан Юнайтед». Відомий за виступами в низці іспанських клубів, зокрема «Тенерифе», «Реал Вальядолід» та «Реал Ов'єдо», а також у складі молодіжної збірної Іспанії.

## Клубна кар'єра
Омар Рамос народився у 1988 році в місті Санта-Крус-де-Тенерифе, та є вихованцем футбольної школи місцевого клубу «Тенерифе». У 2006 році розпочав залучатися спочатку до ігор другого складу команди, пізніше в цьому ж році розпочав грати й в основній команді клубу, але гравцем основи не став, тому в 2007 році футболіста відправили в ренду до клубу «Льєйда». Після повернення з оренди Рамос також нечасто потрапляв до основного складу команди, більше грав за другий склад команди, й у 2011 році його знову віддали в оренду, цього разу до клубу «Альмерія», а в 2012 році до клубу «Уеска».
На початку 2013 року, після закінчення контракту з «Тенерифе», Омар Рамос вже на правах постійного контракту став гравцем клубу «Реал Вальядолід», у складі якого грав до 2015 року, та став у ньому гравцем основи, зігравши в його складі 91 матч чемпіонату.
Протягом 2015—2018 років Рамос грав у складі клубу «Леганес». З 2018 до 2020 року футболіст грав у складі клубу «Реал Ов'єдо». У кінці 2020 року Омар Рамос перейшов до складу клубу «Понферрадіна». Протягом 2021 року футболіст грав у складі клубу «Алькояно».
На початку 2022 року Омар Рамос перейшов до клубу І-Ліги «Раджастхан Юнайтед». Протягом 2022 року відіграв за клуб із Джайпура 13 матчів в національному чемпіонаті. З 2023 року іспанський футболіст грає у складі іншого клубу «Гокулам Керала».

## Виступи за збірну
2009 року Омар Рамос залучався до складу молодіжної збірної Іспанії, у складі якої зіграв у 1 матчі кваліфікації молодіжного чемпіонату Європи 2011 року.